# 메가바이트
| 바이트 크기     | 바이트 크기  | 바이트 크기 | 바이트 크기 | 바이트 크기        | 바이트 크기 |
| SI 접두어       | SI 접두어    | 전통적 용법 | 전통적 용법 | 이진 접두어        | 이진 접두어 |
| 기호(이름)      | 값           | 기호        | 값          | 기호(이름)         | V값         |
| --------------- | ------------ | ----------- | ----------- | ------------------ | ----------- |
| kB (킬로바이트) | 10001 = 103  | KB          | 10241 = 210 | KiB (키비바이트)   | 210         |
| MB (메가바이트) | 10002 = 106  | MB          | 10242 = 220 | MiB (메비바이트)   | 220         |
| GB (기가바이트) | 10003 = 109  | GB          | 10243 = 230 | GiB (기비바이트)   | 230         |
| TB (테라바이트) | 10004 = 1012 | TB          | 10244 = 240 | TiB (테비바이트)   | 240         |
| PB (페타바이트) | 10005 = 1015 | PB          | 10245 = 250 | PiB (페비바이트)   | 250         |
| EB (엑사바이트) | 10006 = 1018 | EB          | 10246 = 260 | EiB (엑스비바이트) | 260         |
| ZB (제타바이트) | 10007 = 1021 | ZB          | 10247 = 270 | ZiB (제비바이트)   | 270         |
| YB (요타바이트) | 10008 = 1024 | YB          | 10248 = 280 | YiB (요비바이트)   | 280         |

메가바이트(megabyte, 약자 MB)는 106(1,000,000) 바이트, 또는 220(1,048,576) 바이트를 뜻하는 정보 혹은 저장 장치의 단위이다. 드물게는 1000×1024(1,024,000) 바이트를 나타내기도 한다. 1970년에 처음 쓰이기 시작했다.

## 정의
메가바이트는 1000²바이트, 또는 1024²바이트의 뜻으로 모두 사용된다. 2의 거듭제곱을 나타내는 데 SI 접두어를 가져다 쓰면서 이런 혼란이 생겨났다. 이런 혼란을 막기 위해 1024²바이트를 나타내는 단위로 메비바이트가 새로 제안되었다. 하지만 아직도 많은 프로그램에서 메가바이트를 사용하고 있다.
메가바이트의 정의는 아직도 혼란스러우며, 경우에 따라 다음 뜻으로 쓰인다:
1. 1,000,000 바이트 (10002, 106): ISO와 IEC에서 권장하는 정의이다. 컴퓨터 네트워크 분야나 하드 디스크나 DVD 등의 저장 장치에서 이 정의가 사용된다.
2. 1,048,576 바이트 (10242, 220): 컴퓨터 메모리{HDD}의 용량을 나타내거나, 운영 체제에서 저장 장치의 용량을 표시하는 데 이 정의를 사용한다.
3. 1,024,000 바이트 (1000×1024): USB 메모리나 플로피 디스켓 등에서 이 용량을 사용한다. 1.44 MB HD 플로피 디스켓의 용량은 정확히 1,440 KiB로, 1,440×1,024 바이트, 또는 1,474,560 바이트가 된다.

## 같이 보기
- 킬로바이트
- 기가바이트
- 메비바이트
- SI 접두어
- 이진 접두어
- 바이트
- 메가비트
- 밀리바